# La carta esférica (novela)
La carta esférica es una novela del escritor español Arturo Pérez-Reverte que fue publicada por la editorial Alfaguara en el año 2000. La edición original consta de 592 páginas.

## Argumento
Tánger Soto es una empleada del Museo Naval de Madrid que se lanza a la búsqueda de un barco del XVIII que se hundió en el Mediterráneo y esconde un secreto. Cuenta con la colaboración de Coy, un marino que conoció casualmente en una subasta de objetos navales, el cual únicamente lee literatura náutica.
Varios personajes intentan impedir sus propósitos, entre ellos Palermo que es un cazador de tesoros profesional y su ayudante Horacio, antiguo militar argentino veterano de la guerra de las Malvinas y torturador durante la dictadura cívico-militar (1976-1983).

## Adaptación cinematográfica
Basándose en la novela, el director Imanol Uribe rodó una película del mismo título que fue producida por New Atlantis y se estrenó en España en el año 2007.